# 夫拉德斯
弗拉德斯（西班牙語：Frades），是西班牙加利西亚自治区拉科鲁尼亚省的一个市镇，下辖12个堂区。

## 人口
| 弗拉德斯历史人口       |
|                        |
| 来源：西班牙国家统计局 |

## 图集

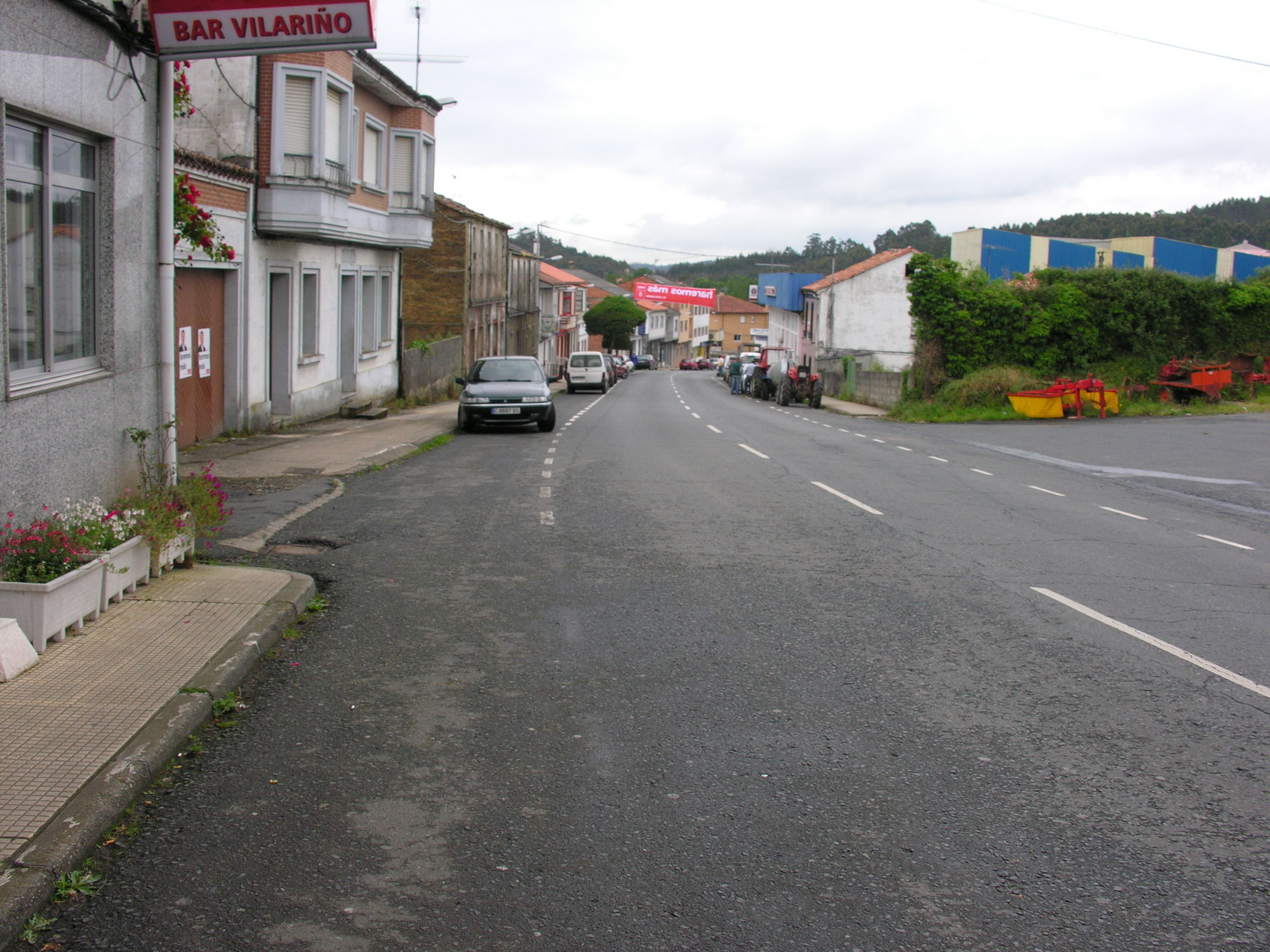
街道
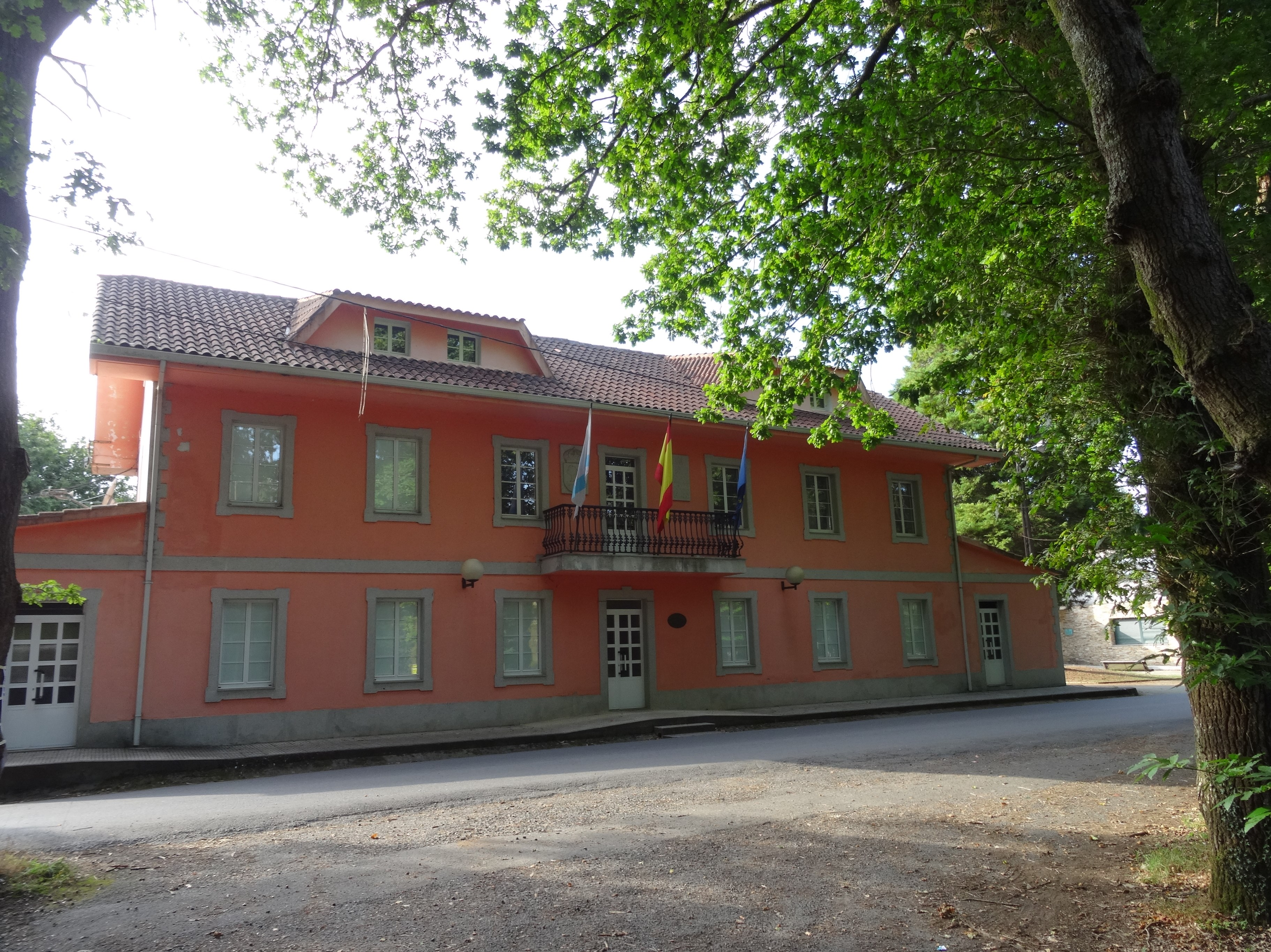
市政厅